# يوهان كريستيان غونتر
يوهان كريستيان غونتر (بالألمانية: Johann Christian Günther)‏ هو كاتب وشاعر ألماني، ولد في 8 أبريل 1695 في Strzegom ‏ في بولندا، وتوفي في 15 مارس 1723 في ينا في ألمانيا.

## وصلات خارجية
- يوهان كريستيان غونتر على موقع الموسوعة البريطانية (الإنجليزية)
- يوهان كريستيان غونتر على موقع ميوزك برينز (الإنجليزية)
- يوهان كريستيان غونتر على موقع ديسكوغز (الإنجليزية)